# Schlankschnabelgrackel
Die Schlankschnabelgrackel (Quiscalus palustris), auch als Sumpfgrackel bezeichnet, ist eine ausgestorbene Singvogelart aus der Familie der Stärlinge. Sie war endemisch in Zentralmexiko.

## Beschreibung
Die Schlankschnabelgrackel war eng mit der Dohlengrackel (Quiscalus mexicanus) verwandt. Manche Forscher zweifeln den Artstatus an und sehen die Schlankschnabelgrackel lediglich als Unterart der Dohlengrackel an. Die Männchen erreichten eine Länge von 33 Zentimetern. Die Flügellänge betrug 17 Zentimeter und die Schwanzlänge 18 Zentimeter. Ihr Gefieder war einheitlich dunkel purpurschwarz mit einem metallischen Schimmer. Flügel und Schwanz waren dunkel glänzend schwarz. Die Schenkel waren bräunlich. Der Schnabel und die Füße waren schwarz. Die Weibchen erreichten eine Länge von 27 Zentimetern. Die Flügellänge betrug 13,2 Zentimeter und die Schwanzlänge 11,2 Zentimeter. Kopf, Nacken, Kehle und Brust waren braun. Der Rücken, die Flügel, die Flanken, die Unterschwanzdecken und der Schwanz waren schwarz. Der Unterbauch war hellbraun. Um die Augen herum verlief ein hellbrauner Streif. Beide Geschlechter waren durch einen schlanken nach innen gekrümmten Schnabel charakterisiert. Über die Lebensweise der Art gibt es keine Informationen.

## Aussterben
Die Schlankschnabelgrackel hatte ein stark eingeschränktes Verbreitungsgebiet in den Sümpfen am Oberlauf des Río Lerma in Zentralmexiko. Durch die Trockenlegung der Marschen sowie durch die Rodung der Seggen- und Rohrkolbenbestände wurde der Lebensraum stark zerstört. 1910 wurde die Schlankschnabelgrackel letztmals nachgewiesen.